# Adela Zimmerová
Adela Zimmerová (* 11. April 1964, geborene Adela Šimurková) ist eine tschechische Badmintonspielerin.

## Karriere
Adela Šimurková gewann 1989 ihre ersten nationalen Titel in der ČSSR. Bei den Meisterschaften des genannten Jahres räumte sie dabei gleich dreifach ab. Ein Jahr später konnte sie nur den Titel im Dameneinzel verteidigen. 1992 siegte sie noch einmal mit Daniel Gaspar im Mixed. 

## Sportliche Erfolge
| Saison | Veranstaltung                             | Disziplin   | Platz | Name                            |
| ------ | ----------------------------------------- | ----------- | ----- | ------------------------------- |
| 1989   | Tschechoslowakische Einzelmeisterschaften | Mixed       | 1     | Zdeněk Musil / Adela Šimurková  |
| 1989   | Tschechoslowakische Einzelmeisterschaften | Dameneinzel | 1     | Adela Šimurková                 |
| 1989   | Tschechoslowakische Einzelmeisterschaften | Damendoppel | 1     | Adela Šimurková / Eva Lacinová  |
| 1990   | Tschechoslowakische Einzelmeisterschaften | Dameneinzel | 1     | Adela Šimurková                 |
| 1992   | Tschechoslowakische Einzelmeisterschaften | Mixed       | 1     | Daniel Gaspar / Adela Zimmerová |